# 苏拱门楼
苏拱门楼，位于中国广东省韶关市曲江区白土镇苏拱村，为韶关市曲江区的一个市、县级文物保护单位，类型为古建筑，公布时间为1993年6月21日。
苏拱门楼的历史年代为清代。